# Smithville, Texas
Smithville là một thành phố thuộc quận Bastrop, tiểu bang Texas, Hoa Kỳ. Năm 2010, dân số của xã này là 3817 người.

## Dân số
- Dân số năm 2000: 3901 người.
- Dân số năm 2010: 3817 người.